# Nannophlebia ampycteria
Nannophlebia ampycteria is een libellensoort uit de familie van de korenbouten (Libellulidae), onderorde echte libellen (Anisoptera).
De wetenschappelijke naam Nannophlebia ampycteria is voor het eerst geldig gepubliceerd in 1933 door Lieftinck.